# Jean-Marie Massou
Jean-Marie Massou, né le 20 février 1950 à Montereau-Fault-Yonne et mort le 28 mai 2020 à Marminiac,,, est un sculpteur, dessinateur, collagiste et compositeur français.
Créateur de sculptures, creuseur de galeries souterraines, graveur sur pierre, mais aussi auteur de chants, collages et dessins rattachés à l'art brut, Massou n'adopte le qualificatif d'artiste qu'à la fin de sa vie, lorsqu'il se rend compte que cela lui permet de mieux diffuser les messages qu'il veut partager à l'humanité.

## Biographie

### Famille
Paul et Élise, grands-parents maternels de Jean-Marie Massou, vivent à Marminiac au début du XXe siècle. Paul meurt dès le début de la Première Guerre mondiale en 1914. Veuve, Élise donne naissance à Jeanne-Paule en décembre de cette même année. Plus tard, dans les années 1940, la famille part travailler dans le sud-est parisien.
Jean-Marie Massou naît le 20 février 1950. Il est le fils de Jeanne-Paule Massou et d'un père inconnu. À la suite d'un premier placement forcé en hôpital psychiatrique à Auxerre en 1973, la famille retourne à Marminiac où elle trouve le soutien du maire de la ville. Massou y passera le reste de sa vie, transformant le paysage en creusant des trous, gravant des rochers et réalisant des sculptures. Il est analphabète et n'a été scolarisé que quelques jours dans son enfance. C'est sa mère qui, jusqu'à sa mort en 1998, écrit sous sa dictée les messages qu'il souhaite partager. Ses activités de sculpture et de creusage de galeries se réduiront après la mort de sa mère pour se concentrer sur l'enregistrement de cassettes audio, les collages et les dessins. 

## Analyse de l'œuvre
Massou ne considèrera ses gestes créatifs comme artistiques qu'aux dernières années de sa vie, réalisant que cela lui permettait de diffuser plus largement ses messages, notamment par le biais d'enregistrements audio qu'il réalise sur cassettes à partir d'un vieil appareil qu'il n'a jamais voulu abandonner, même pour des technologies plus performantes et « modernes ».

« Si aujourd'hui le qualificatif d'artiste, aussi brut soit-il, lui va comme un gant, ça n'a pas été ainsi qu'il se reconnaissait lui-même durant une grande partie de sa vie. Ce n'est que sur les dernières années, voyant l'aspect esthétique de ses productions reconnu par le public extérieur, qu'il a consenti à se nommer ainsi. »

— Olivier Brisson
À la fin de sa vie, Massou évoque l'idée de transformer sa propriété en musée.

### «Mission universelle»
Massou se présente comme investi d'une « mission universelle » qui consiste à prévenir l'humanité de l'apocalypse à venir. Il diffuse d'abord ses messages par le biais de pancartes, affiches et tracts autour de sa propriété (transcrits par sa mère), puis, à la fin de sa vie, dans des enregistrements qu'il réalise sur cassettes,. En cause, la surpopulation de la terre qui engendre la destruction de la nature et tous les malheurs de l'humanité. Pour remédier à cela il propose, d'une part, d'interdire la procréation, et d'autre part de doter une partie de l'humanité de la vie éternelle, ce qui sera conféré par la science ou par les extraterrestres (qu'il affirme avoir aperçus). Cela permettrait de retrouver la paix dans le monde et de rétablir la place de la nature. Massou parle aussi de « Sodorome » (ou « Sodoronne »), terme sans doute inventé mais pas clairement défini, qui désigne un ensemble de galaxies dans l'univers lointain qui serait le refuge de l'humanité.

### Sculpture
« Pour [Massou], la pierre parfaite n'a pas besoin d'être gravée, elle demande juste à être placée au bon endroit. Lorsqu'il grave une pierre, d'une certaine façon, c'est qu'elle est quelconque. »

— Antoine Boutet
Depuis son arrivée à Marminiac, Massou n'a de cesse de graver la pierre, de creuser des trous, de collecter des roches, modifiant le paysage dans le but de bâtir un temple .
Les créations sculpturales de Jean-Marie Massou ont été rapprochées de la grotte de Lascaux, du Palais idéal du facteur Cheval, de la Tour d'Eben-Ezer. Jean-Pierre Rehm compare son geste à celui d'un « Sisyphe à l'envers ». Antoine Boutet décrit l'acte de création de Massou comme « un geste d'artiste pour nous et un geste de bon sens pour lui  ».

### Enregistrements sonores
Jean-Marie Massou est l'auteur de messages, de sketchs et de chants qu'il enregistre sur cassettes. Plus de 700 ont été retrouvées à son domicile après sa mort, les premières datant des années 1970. Il déclame notamment des complaintes qu'il compose ou emprunte à la musique populaire et dont le style peut être rapproché des expériences radiophoniques d'Antonin Artaud,. À partir des années 2000 — après la mort de sa mère —, la pratique de l'enregistrement se fait plus quotidienne, et devient une source autobiographique, à la manière d'un journal intime , ; il enregistre des conversations, des émissions radio, de la musique, mais aussi ses réactions et commentaires lors de multiples réécoutes de ses propres enregistrements.

## Œuvres

### Enregistrements sonores
- Sodorome, vol. 1, 2016, La Belle Brute.
- La citerne de coulanges, [Sodorome vol. 2], 2018, La Belle Brute.
- La mission universelle, 2018, La Belle Brute.

Éditions posthumes :
- Amore, 2021, La Belle Brute.
- Chante avec Tom Waits, 2022, La Belle Brute.
- Autobiographie, 2022, La Belle Brute.
- Sodorome vol. III : les romans de Massou, 2024, La Belle Brute.

## Expositions

### Expositions collectives
- Brut now, l'art brut au temps des technologies, du 26 octobre 2016 au 16 janvier 2017, Espace multimédia Gantner, Bourogne.
- Les refuges du récit, du 20 octobre 2017 au 25 mars 2018, Lille Métropole Musée d'Art moderne, d'Art contemporain et d'Art brut.
- Fictions modestes et réalités augmentés, du 17 février 2022 au 8 janvier 2023, musée international des Arts modestes, Sète.

### Expositions monographiques
- Jean-Marie Massou (1950-2020), du 24 novembre 2022 au 19 mars 2023, Art et marges musée, Bruxelles.

## Postérité
D'abord connu à l'échelle du village de Marminiac, Jean-Marie Massou fait l'objet d'un premier article rédigé par Walter Lewino dans Le Nouvel Observateur en 1984. La télévision régionale lui consacre quelques reportages dans les années 1980 et 1990,,.
Plus tard, Massou est révélé à un plus large public par le film Le Plein Pays d'Antoine Boutet sorti en 2009.
En 2015, le label La Belle Brute est créé pour diffuser ses enregistrements sur cassettes.
En 2021 est créée l'association du Club de l'amitié de Jean-Marie Massou dans le but de protéger sa propriété et valoriser ses œuvres. La même année paraît le livre Homo Zetor. Le prophète, la grotte et les extraterrestres dont il est le personnage principal,.